# Llista d'estats sobirans del 1922

## Estats sobirans

### A
- Afganistan – Emirat de l'Afganistan
- Albània – Albània
- Alemanya – Imperi Alemany
- Andorra – Principat d'Andorra
- Argentina – República de l'Argentina
- Asir – Emirat d'Asir
- Austràlia – Commonwealth d'Austràlia
- Àustria – República d'Àustria

### B
- Bèlgica – Regne de Bèlgica
- Bolívia – República de Bolívia
- Brasil – República dels Estats Units del Brasil
- Bulgària – Regne de Bulgària

### C
- Canadà – Domini del Canadà
- Colòmbia – República de Colòmbia
- Costa Rica – República de Costa Rica
- Cuba – República de Cuba

### D
- Danzig – Ciutat Lliure de Danzig[1][2][3][4]
- Dinamarca – Regne de Dinamarca
- República Dominicana

### E
- Egipte – Regne d'Egipte (des de l'11 de novembre)
- Equador – República de l'Equador
- Espanya – Regne d'Espanya
- Estats Units – Estats Units d'Amèrica
- Estònia - República d'Estònia
- Etiòpia – Imperi d'Etiòpia

### F
- Finlàndia – República de Finlàndia
- Fiume – Estat Lliure de Fiume[5][6][4]
- França – República Francesa[7]

### G
- Grècia – Regne de Grècia
- Guatemala – República de Guatemala

### H
- Haití – República d'Haití
- Hijaz – Regne de Hijaz
- Hondures – República d'Hondures
- Hongria – Regne d'Hongria

### I
- Iemen – Regne Mutawakkilita del Iemen[8]
- Irlanda – Estat Lliure Irlandès (des del 6 de desembre)[9]
- Islàndia – Regne d'Islàndia[10][11]
- Itàlia – Regne d'Itàlia

### J
- Japó – Imperi del Japó[12]

### L
- Letònia - República de Letònia
- Libèria – República de Libèria
- Liechtenstein – Principat de Liechtenstein
- Lituània – República de Lituània[13][14]
- Luxemburg – Gran Ducat de Luxemburg

### M
- Mèxic – Estats Units Mexicans
- Mònaco – Principat de Mònaco
- Mongòlia – Mongòlia[15]

### N
- Nejd – Sultanat de Nejd
- Nicaragua – República de Nicaragua
- Noruega – Regne de Noruega
- Nova Zelanda - Domini de Nova Zelanda

### O
- Imperi Otomà (fins al 17 de novembre)[16]

### P
- Països Baixos – Regne dels Països Baixos
- Panamà – República del Panamà
- Paraguai – República del Paraguai
- Pèrsia – Imperi Persa
- Perú – República Peruana
- Polònia – República de Polònia
- Portugal – República Portuguesa

### R
- Regne Unit – Regne Unit de la Gran Bretanya i Irlanda
- Romania – Regne de Romania
- Rússia – República Socialista Soviètica Federal Russa (fins al 30 de desembre)

### S
- El Salvador – República del Salvador
- San Marino – Sereníssima República de San Marino[17]
- Regne dels Serbis, Croats i Eslovens
- - Regne de Siam
- Sud-àfrica – Unió de Sud-àfrica
- Suècia – Regne de Suècia
- Suïssa – Confederació suïssa

### T
- – República Popular de Tannu Tuva
- Terranova – Domini de Terranova
- Turquia – Turquia (des del 17 de novembre)
- Txecoslovàquia – República Txecoslovaca

### U
- Unió Soviètica – Unió de Repúbliques Socialistes Soviètiques (des del 30 de desembre)[18]
- Uruguai – República Oriental de l'Uruguai

### V
- Veneçuela – Estats Units de Veneçuela[19]

### X
- Xile – República de Xile
- República de la Xina

## Estats que proclamen la sobirania
- Abkhàzia – República Socialista Soviètica d'Abkhàzia (fins al 12 de març)
- Armènia – República Socialista Soviètica d'Armènia (fins al 12 de març)
- Azerbaijan – República Socialista Soviètica d'Azerbaijan (fins al 12 de març)
- Belarús – República Socialista Soviètica Belarussa (fins al 30 de desembre)
- Lituània Central – República de la Lituània Central (fins al 24 de març)[13][14][20]
- República de l'Extrem Oriental – República de l'Extrem Oriental (fins al 15 de novembre)
- Georgian SSR – República Socialista Soviètica de Geòrgia (fins al 12 de març)
- Estat Lliure d'Irlanda – República Irlandesa (fins al 6 de desembre)
- Kurdistan – Regne del Kurdistan (des del setembre)
- Rif – República Confederal de les Tribus del Rif
- Tibet – Tibet
- Transcaucàsia – República Socialista Soviètica Federal de Transcaucàsia (del 12 de març al 30 de desembre)
- Ukraine – República Socialista Soviètica Ucraïnesa (fins al 30 de desembre)